# Pablo Paolo Kilian
Pablo Paolo Kilian (* 28. August 1984 in Hamburg) ist ein deutscher Pianist, Klangkünstler, Komponist und Arrangeur.

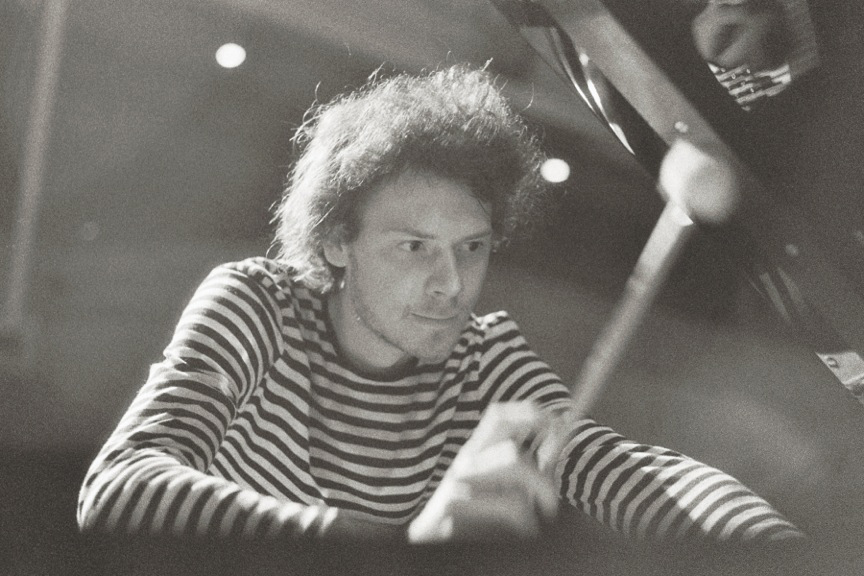
Pablo Paolo Kilian mit Metamorphosen beim Fusion Festival 2013

Er lebt und arbeitet in Leipzig.

## Leben
Bereits ab dem fünften Lebensjahr erhielt Kilian kontinuierlich Klavierunterricht, der sich bei verschiedenen Lehrern bis 2002 hinzog. Dieser Unterricht umfasste unter anderem Kompositionslehre bei Katajina Stubienski und Improvisation bei dem Sergiu-Celibidache-Schüler Florian Noack. Er studierte Klangtechnik und Psychologie und arbeitet derzeit als Leiter der psychosozialen Beratung des Studentenwerks Leipzig.

## Werke
Wie für die zeitgenössische Avantgarde charakteristisch, hat sich der Werkbegriff auch bei Kilian im Laufe der Zeit zugunsten einer Form des offenen Kunstwerkes (im Sinne Umberto Ecos) entwickelt – als bewusst vollzogener Bruch mit der klassischen Tradition des Komponierens.
2006 gründete Kilian das Klanglabor different-records in Hamburg, das sich mit der experimentellen Vertonung bewegter Bilder beschäftigt und zur produktiven Begegnung mit einer Vielzahl freier Filmemacher führte, unter anderem mit dem Experimentalfilmer Werner Nekes.

### Hauptwerk
Als Kilians Hauptwerk gilt die Klanginstallation mit dem programmatischen, auf das Improvisatorische anspielenden Titel Metamorphosen. Es wird in wechselnder musikalischer Besetzung, mal als Duo (Pablo Paolo Kilian, Klavier und Tim Vollmann, Keys & Synthesizer), mal als Trio (Pablo Paolo Kilian, Klavier; Pierre Noack, Cello; Uwe Martin, Drums), dargeboten und verknüpft mit der Lichtinstallation von Melanie Bleckert, deren Projektionstechnik Kilians Musik in fließende, sich ständig transformierende Bildwelten ‚übersetzt‘.

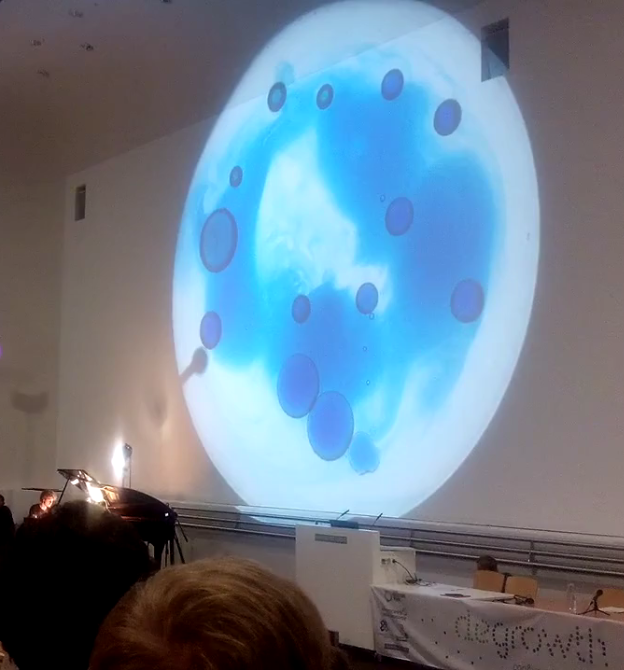
Melanie Bleckerts Lichtinstallation zu Kilians Metamorphosen im Audimax des Augusteum der Universität Leipzig während der Internationalen Degrowth-Konferenz 2014

Die Klanginstallation Metamorphosen wurde 2000 in Hamburg, im Theatersaal Elbchaussee 366 uraufgeführt und in der Folgezeit bei etlichen Festivals dargeboten:
- 2011 Nachtansichten, Stadtwerke Bielefeld[9]
- 2012 Nacht der Klänge, Ästhetisches Zentrum Bielefeld[10]
- 2013 Nacht der Klänge, Ästhetisches Zentrum Bielefeld[11] und Fusion Festival, Kulturkosmos Müritz e.V., Flugplatz Lärz[12]
- 2014 Auerworld, Auerstedt[13] und DeGrowth, Fourth International Conference on Degrowth for Ecological Sustainability and Social Equity im Audimax des Augusteum der Universität Leipzig[14][15]
- 2015 ZuFlucht, Universität Bielefeld[16]

## Filmografie (Auswahl)
- 2005: Komm ins Paradies von Klaus Frevert
- 2007: Forelle Blau von Marcel Franken
- 2007: Amylase von Henning Thomas
- 2008: Was Übrig Bleibt/(Left Behind) von Andreas Gräfenstein
- 2008: The Goofy Thing
- 2009: Dawn von Klaus Frevert
- 2009: Estudia Plataforma von Nico Weymann, Spanien[17]
- 2010: Zeit(en) und Porträt(s)  von Björn Last
- 2010: Von der Notwendigkeit die Meere zu befahren von Philipp Hartmann
- 2010: Eisern vereint!, Die Stadionbauer, An der Alten Försterei von Andreas Gräfenstein/Fabian Daub
- 2011: Dervishes in Space part one & part two & part three von Cristian Straubstraub
- 2012: The Game of Things von Cristian Straub
- 2012: Das ist ja das Leben selbst!  von Björn Last
- 2013: Die Wüste Malo von Louis Fried
- 2013: Der Froschkönig von Gazaupouy von Ulrike Pfeiffer
- 2013: Werner Nekes
- 2013: Die Zeit vergeht wie ein brüllender Löwe von Philipp Hartmann
- 2013: the bbk-studio program von Vadim Schäfler[18]
- 2014: The Owls Have Grown as Big as the Half Moon von Maya Connors
- 2014: Sansui von Nina Wiesnagrotzki
- 2014: Small Pudding Town von Daniel Geweke

## Diskografie
Solo-Piano Aufnahmen:
- 2000: Metamorphosen, different-records, Hamburg
- 2006: Herbstmusik,different-records, Hamburg
- 2013: LaMar, different-records, Hamburg/Barcelona

Kooperationen mit anderen Musikern oder Künstlern:
- 2007 Xareba mit Pape Armand Boye, Laromusic Hamburg/Paris[19]
- 2009 Zeitreise hin und zurück für Natias Neutert  Zwei Genies in einem Haus, Inpetto Hörbuch, Hamburg. Neuauflage bei Lilienstaub & Schmidt, Berlin 2013.
- 2010 Theatro Pablo Paolo Kilian (Piano), Johannes Thoms (Gitarre und Gesang) different-records, Bielefeld
- 2013 Och mit Nils Christian Wedtke, ESQUE MUSIC, Barcelona[20]
- 2013 Das siebte Wort mit Piere Noack, Maximo Sonido, Barcelona

## Auszeichnungen
- Stipendiat der Meisterklasse Jan A. P. Kaczmarek